# Eike Hennig
Eike Hennig (* 1. April 1943 in Kassel) ist ein deutscher Politikwissenschaftler und Soziologe.
Eike Hennig legte 1962 das Abitur in Kassel ab. Er studierte von 1962 bis 1971 Politikwissenschaft, Soziologie, Geschichte und Öffentliches Recht an der Philipps-Universität Marburg und der Universität Frankfurt. Von 1968 bis 1975 war er wissenschaftlicher Mitarbeiter bei Thomas Ellwein und Iring Fetscher am dortigen Institut für Politikwissenschaft. 1973 wurde er bei Wolfgang Abendroth (Marburger Schule) an der Universität Marburg mit einer Arbeit über Politik und Ökonomie im Nationalsozialismus promoviert.
1975 wurde Hennig als Professor für Massenkommunikation/Soziologie am Fachbereich Gesellschaftswissenschaften der Universität Frankfurt berufen. Außerdem war er Research Fellow am St Antony’s College in Oxford und Gastprofessor an der Universität Aalborg (Dänemark). Von 1975 bis 1977 war er Dekan des Fachbereichs Gesellschaftswissenschaften in Frankfurt. 1976 habilitierte er sich bei Jürgen Seifert und Michael Vester in Politikwissenschaft an der Technischen Universität Hannover mit der Arbeit Demokratietheorie, Öffentlichkeit und Massenkommunikation.
Im Jahr 1981 erfolgte seine Berufung zum Universitätsprofessor für Theorie und Methodologie der Politikwissenschaft am Fachbereich Gesellschaftswissenschaften der Gesamthochschule Kassel. Er arbeitete unter anderem an Projekten in Sant Feliu de Guíxols und Amsterdam. 2008 war er Gastprofessor am Sigmund-Freud-Institut in Frankfurt. Im April 2008 trat er in den Ruhestand. Hennig ist Mitglied der Deutschen Vereinigung für Politische Wissenschaft (DVPW) und der Deutschen Gesellschaft für Soziologie (DGS).
Seine Forschungsschwerpunkte sind die politische Kultur, die politische Unzufriedenheit und die Wahl- und Parteienforschung. Hennig untersucht seit Jahrzehnten den Ausgang der Wahlen in Kassel.
Hennig ist verheiratet und hat zwei Kinder.
Bei der 1994 vorgelegten Dissertation von Wolfgang Dippel habe sich Hennig wissenschaftlich und ethisch nicht korrekt verhalten, kritisierte Bernd Overwien.

## Schriften (Auswahl)
Monografien
- mit Franz Neumann, Arnd Bauerkämper: Demokratiegeschichte der Bundesrepublik im 20. Jahrhundert. Spannungsfelder – Argumente – Tendenzen. Wochenschau-Verlag, Schwalbach 2007, ISBN 3-89974-212-5.
- mit Manfred Kieserling, Rolf Kirchner: Die Republikaner im Schatten Deutschlands. Zur Organisation der mentalen Provinz. Suhrkamp, Frankfurt am Main 1991, ISBN 3-518-11605-3.
- mit Manfred Kieserling: Zwischen Fabrik und Hof – zwischen Republik und Dorf. Zur Wahlentwicklung und politischen Kultur des Landkreises Kassel in der Weimarer Republik. Prolog Verlag, Kassel 1990, ISBN 3-89395-006-0.
- Zum Historikerstreit. Was heißt und zu welchem Ende studiert man Faschismus? Athenäum, Frankfurt am Main 1988, ISBN 3-610-08490-1.

Herausgeberschaften
- Politische Kultur in städtischen Räumen – Parteien auf der Suche nach Wählern und Vertrauen. Eine Studie am Beispiel der Stadt Kassel. Westdeutscher Verlag, Opladen 1998, ISBN 3-531-13262-8.
- Hessen unterm Hakenkreuz. Studien zur Durchsetzung der NSDAP in Hessen. 2. Auflage. Insel Verlag, Frankfurt am Main 1983, ISBN 3-458-14114-6.
- mit Richard Saage: Konservatismus – eine Gefahr für die Freiheit? Für Iring Fetscher. Piper, München u. a. 1983, ISBN 3-492-02834-9.